# Листолаз
Листолаз (Phyllobates) — рід отруйних земноводних родини дереволазів ряду Безхвості. Описано 5 видів. Отруйні амфібії.

## Опис
Загальна довжина представників цього роду коливається від 2 до 4 см. Кінцівки позбавлені перетинок, а кінці пальців розширені у диски, які грають роль присосок, що допомагають при пересуванні по листю і гілкам. Мають яскраве, контрастне забарвлення.

## Спосіб життя
Населяють нижні яруси дощових тропічних лісів. Харчуються переважно мурахами, іншими дрібними комахами й кліщами.
Листолази — одні з найотруйніших земноводних світу. Їх шкіра містить батрахотоксин та інші сильні зоотоксини. Проте, при утриманні в неволі вони втрачають велику частину своєї отруйності, оскільки, речовини, які служать основою для вироблення отруйного слизу перестають потрапляти в раціон листолазів. Тим не менш, залишкова отруйність зберігається і після спілкування з такими вихованцями необхідно дуже ретельно вимити руки.

## Поширення
Представники роду поширені в Центральній та Південній Америці.     

## Види
- Phyllobates aurotaenia
- Phyllobates bicolor
- Phyllobates lugubris
- Phyllobates samperi
- Phyllobates terribilis
- Phyllobates vittatus